# Il lungo viaggio di Porfi
Il lungo viaggio di Porfi (ポルフィの長い旅?, Porufi no nagai tabi) è un anime giapponese prodotto in 52 episodi dalla Nippon Animation e trasmesso per la prima volta a partire dal gennaio 2008 sul network giapponese BS Fuji.
La serie, che fa parte del progetto World Masterpiece Theater (Sekai Meisaku Gekijo) è un adattamento del romanzo per ragazzi Les Orphelins de Simitra, pubblicato nel 1955 dallo scrittore francese Paul-Jacques Bonzon (1908-1978) e ambientato nella Grecia di fine anni '50 del secolo scorso.
L'edizione italiana dell'anime, che riporta alcune censure tra cui la rimozione dell'intero episodio 28, è stata trasmessa dal 1º settembre 2010 sul canale Mediaset Hiro e in chiaro dal 14 aprile 2011 su Italia 1.

## Trama
(Rose, parlando di Porfi (ep. 52))
Porfirio Patagos (Porphyras in originale) è un ragazzo greco di quasi 13 anni che vive da sempre assieme ai genitori e alla sorella Mina nel villaggio di Simitra a qualche chilometro da Giannina. Ha ereditato dal padre la passione per le auto e spera un giorno di lavorare alla pompa di benzina nella piccola autofficina che il padre ha costruito nei pressi della loro casa.
I sogni di Porfi improvvisamente vengono spazzati via da un forte terremoto che si abbatte su Simitra, causando la morte di entrambi i genitori. Porfi e sua sorella minore Mina rimangono così soli al mondo: la sorella è resa apatica dalla depressione per i terribili avvenimenti e un giorno scompare. Porfi è disperato perché Mina è l'unica persona che conti veramente per lui e decide di intraprendere un viaggio, che sarà ricco di avventure, attraverso l'Italia e la Francia alla ricerca della sorella. Le uniche tracce che ha sono una fotografia che ritrae la sorella, scattata qualche tempo prima e il fatto che Mina aveva la passione per il canto e desiderava diventare una cantante.
Durante questo suo lungo viaggio che durerà cinque mesi, Porfi attraverserà momenti difficili, vivrà avventure entusiasmanti e conoscerà tante persone, alcune solidali con lui, altre malvagie. Tutto questo lo porterà a maturare e a diventare un uomo.

## Personaggi

### Famiglia Patagos
Porfi - Porfirio Patagos (ポルフィ - ポルフィラス パタゴス?, Porufi - Porufirasu Patagosu)
È un ragazzo di quasi 13 anni nato in un piccolo villaggio della Grecia. Allegro e pieno di buona volontà, è appassionato di automobili. È piuttosto bravo come meccanico, visto che ha imparato osservando il padre lavorare. Il suo sogno è di lavorare col padre presso la loro piccola autofficina, ma un terribile terremoto gli farà perdere i genitori e cambierà per sempre la sua vita.
Mina - Marina Patagos (ミーナ - マリーナ パタゴス?, Mina - Marina Patagosu)
È la sorella minore di Porfi, una ragazzina piena di fantasia. Brava ad aiutare la madre in cucina, generalmente tende ad obbedire al fratellone anche se a volte tra i due si scatenano delle piccole baruffe. Dopo la morte dei genitori il suo carattere cambia drasticamente: da ragazzina piena di vita si rinchiude in se stessa e si rifiuta quasi completamente di parlare e mangiare.
Christophor Patagos (クリストフォール パタゴス?, Kurisutoforu Patagosu)
È il padre di Porfi. Uomo sempre allegro, ha iniziato come allevatore di capre, ma ha fatto un'esperienza di riparatore di automobili durante il servizio militare ad Atene. Morirà assieme alla moglie nel terremoto che sconvolgerà il suo villaggio.
Anek Patagos (アネーク パタゴス?, Aneku Patagosu)
È la madre di Porfi. Di famiglia molto ricca, ha sposato Christophor contro il volere dei genitori ed è stata quindi costretta ad allontanarsi per sempre dalla sua casa. Possiede un orologio da taschino molto antico, unico ricordo della madre, che un giorno avrebbe voluto dare alla figlia Mina, così come sua madre aveva fatto con lei.
Apollo (アポロ?, Aporo)
È una civetta che nell'episodio 2 (Un nuovo amico) si intrufola nella stanza di Porfi e Mina e viene subito adottato dalla famiglia Patagos. Durante la ricerca della sorella da parte di Porfi, sarà un suo compagno di viaggi inseparabile.

### Simitra
Zaimis (ザイミス?, Zaimis)
Abita nello stesso villaggio di Porfi ed è il suo amico fraterno, ma soprattutto ha un debole per Mina. Studia e dà una mano ai genitori nel lavoro, ma sogna un giorno di insegnare all'Università di Atene. Nel terremoto perderà il padre e pochi giorni dopo il disastro la madre partorirà una bambina a cui verrà dato il nome di Elpida. Zaimis, la madre e la sorellina si trasferiranno nel villaggio vicino presso una zia. Alla fine della storia Zaimis incontrerà casualmente Porfi a Parigi e lo aiuterà nella sua ricerca di Mina.
Corinna (コリーナ?, Korina)
È una ragazzina della stessa età di Porfi. Dal momento che è la figlia del sindaco di Simitra, tratta con superiorità i due fratelli, ma forse il suo comportamento è venato da un pizzico di gelosia, visto che è attratta da Zaimis che pare invece non abbia occhi che per Mina. La ragazza morirà durante il terremoto sotto le macerie della sua casa, assieme ai genitori.

### Chiesa di Simitra
Damone (ダモン?, Damon)
È un viandante che Porfi incontra negli episodi 12 ("La terra trema") e 13 ("I sopravvissuti") che gli dà una grande lezione di vita, quando Porfi, segnato dalla morte dei genitori è disperato e ha perduto la Fede. La sua famiglia e suoi amici sono morti ad Atene durante la guerra. Da allora Damone ha peregrinato per tutta la Grecia portandosi nel cuore tutti coloro a cui voleva bene.
Sorella Elena (シスター・エレナ?, Shisuta Erena)
È la giovane suora che coordina gli aiuti ai sopravvissuti al terremoto nel rifugio di emergenza installato vicino alla chiesetta del villaggio. La donna dall'animo gentile si prende cura di Mina e Porfi, rimasti orfani.

### Compagnia ambulante
Isabella (イザベラ?, Izabera)
È una giovane donna dai lunghi capelli castani che si guadagna la vita facendo la cantante e la cartomante. Da quando incontra Mina nel porto di Patrasso e la prende con sé, si occupa di lei come farebbe una madre perché la ragazzina le ricorda Lily, la figlia morta recentemente per una grave malattia.
Carlos (カルロス?, Karurosu)
Marito di Isabella, gira l'Europa con la moglie e il suocero, guadagnandosi da vivere giocando (e barando) alle carte. Sovente ubriaco dopo le notti passate al tavolo da gioco, non vede di buon occhio Mina, perché è convinto che la moglie si sia affezionata troppo a lei e in fondo considera la bambina solamente come un inutile peso.
Jango (ジャンゴ?, Jango)
È il padre di Isabella. Viaggia assieme ai coniugi e aiuta Carlos a "spennare i polli" che giocano alle carte con loro.

### Base militare americana
Burms (バーンズ?, Banzu)
È un capitano dell'esercito americano di stanza in Grecia in una base militare americana. Ha una moglie e due figli che vivono negli Stati Uniti e ai quali pensa spesso con nostalgia. È lui che all'inizio dà una mano a Christophor ad avviare l'autofficina, facendogli assegnare la commessa di riparare tutti i mezzi militari della base. Dopo il terremoto si prende a cuore della sorte di Porfi e Mina e trova per la ragazzina una famiglia americana che avrebbe voluto adottarla. Questo però causa la fuga di Porfi e la sparizione di Mina.
John Smith - Tom Smith (ジョン・スミス - トム・スミス?, Jon Sumisu - Tomu Sumisu)
Sono due fratelli dell'età di Porfi e di Mina, che vivono nel villaggio all'interno della base americana. Loro padre è un militare americano trasferitosi temporaneamente in Grecia assieme a tutta la sua famiglia. Diventano subito amici di Porfi e Mina quando i due ragazzi vanno in visita alla base, e insegnano loro a giocare a baseball. È in quell'occasione che Porfi si trova per la prima volta a confrontarsi con una mentalità ed uno stile di vita diversi dal suo e ne rimane affascinato. In seguito John e Tom andranno a trovare Porfi e assieme a Mina e a Zaimis passeranno una giornata indimenticabile, immortalata da una fotografia scattata dal colonnello Burms che li ritraeva felici, quella stessa foto che poi Porfi utilizzerà per cercare la sorella.

### Parigi
Tiffany Auber (ティファニー・オベール?, Teifani Oberu)
Famosissima attrice parigina, alla quale Isabella affida Mina perché possa diventare attrice anche lei. Grandissima amica di Rose, l'aveva persa di vista dopo aver ricevuto l'incarico per la sua prima parte importante, senza sospettare che tale parte era già stata promessa proprio a Rose. Si prende cura di Mina e la fa partecipare al film "Il canto dell'angelo" nella parte di Maya da bambina.
Rose (ローズ?, Rozu)
È una giovane donna di circa 25 anni. Grande amica di Tiffany e col sogno di diventare attrice, ha la vita rovinata dall'aver perso la parte che le era stata promessa, assegnata poi all'amica. Conduce una vita solitaria nel suo piccolo appartamento e accoglie Porfi a casa sua diventando una sua grande amica e forse innamorandosi di lui.

## Staff
La serie è stata affidata al regista Tomomitsu Mochizuki ("Maison Ikkoku", "Kimagure Orange Road"), affiancato dallo sceneggiatore Kei Kunii e dal character designer Shigeo Akahori, il quale in risposta allo stile di disegno classico del Sekai Meisaku Gekijou ha optato per un disegno molto realista, adatto agli splendidi fondali.

## Doppiaggio
Il doppiaggio italiano è stato eseguito presso Merak Film sotto la direzione di Federico Danti. I dialoghi italiani sono di Elena Sorgato, Fiorenza Castellano, Laura Distretti e Riccardo Maria Rinaldi.
| Personaggio         | Voce originale     | Voce italiana        |
| ------------------- | ------------------ | -------------------- |
| Porfirio Patagos    | Yuki Kaida         | Massimo Di Benedetto |
| Mina Patagos        | Ayumi Fujimura     | Debora Magnaghi      |
| Christophor Patagos | Kazuhiko Inoue     | Marco Balzarotti     |
| Anek Patagos        | Sumi Shimamoto     | Lorella De Luca      |
| Zaimis              | Toshiyuki Toyonaga | Renato Novara        |

## Sigle
Sigla iniziale giapponese
- ポルフィの長い旅 ("Porfy no Nagai Tabi"?) è interpretata da Ikuko

Sigla finale giapponese
- 君へと続く道 ("Kimi e to Tsuzuku Michi"?) è interpretata da ダ・カーポ (Da Capo?)

Sigla italiana iniziale e finale
- "Il lungo viaggio di Porfi", musica di Cristiano Macrì, testo di Cristina D'Avena è interpretata da Cristina D'Avena.

## Episodi
In Italia sono stati trasmessi solamente 51 dei 52 episodi della serie. L'episodio 28 Rhapsodia siciliana (シシリアン・ラプソディ?, Shishirian・Rapusodi) non è andato in onda come puntata a sé stante, ma alcune sue scene sono state integrate nell'episodio precedente Il fidanzamento (あなたに届けたい?, Anata ni todoke tai).
1. Lettera dal papà
2. Un nuovo amico
3. Il ritorno di papà
4. Il compleanno di Mina
5. Stazione di servizio
6. Una ragazza italiana
7. Un giorno in città
8. Operazione notturna
9. Una famiglia americana
10. Un pomeriggio d'estate
11. Benzina e gelato
12. La terra trema
13. I sopravvissuti
14. Ti proteggo io, Mina!
15. Ricordi
16. Viaggio per mare
17. Un nuovo inizio
18. Addio Grecia
19. Prime esperienze di vita
20. La città dei sassi
21. Il dolore dei ricordi
22. Il viaggio continua
23. La bambola in frantumi
24. Torna il sorriso
25. Piccole, grandi amicizie
26. Due famiglie rivali
27. Il fidanzamento
28. Rhapsodia siciliana[3]
29. La lettera di Zaimis
30. Per le strade di Roma
31. Un'accusa ingiusta
32. Mina e Isabella
33. Ragazzi di strada
34. Regali per gli angeli
35. Il monastero
36. Il viso sotto la maschera
37. Panorama per due
38. L'orologio
39. A nord
40. Verso la frontiera
41. Una famiglia poverissima
42. Tristezza e delusione
43. In viaggio verso Parigi
44. Ritrovarsi... per caso
45. Il ristorante greco
46. Incontrarsi a Parigi
47. Una carriera per Mina
48. Risentimento
49. L'appuntamento
50. La bugia
51. Il desiderio
52. Il regalo di Natale

## Censure e tagli

La cartina della Sicilia utilizzata da Porfi, Jack e Michael nelle loro ricerche di Mina, così come compare nell'edizione originale dell'anime. Nell'edizione italiana 2010 tutti i fotogrammi con la carta geografica sono stati eliminati.

Nell'edizione italiana Mediaset del 2010 sono stati parzialmente o totalmente censurati gli episodi 26, 27 e 28, ambientati nella Sicilia della seconda metà del secolo scorso. È stato eliminato ogni riferimento alla mafia presente invece nell'originale e addirittura ogni riferimento alla Sicilia stessa, chiamata sempre dai personaggi "l'isola". Nell'originale, Mancini e Barbazza sono due capi clan, ma nell'edizione italiana sono soltanto imprenditori in concorrenza tra loro. I loro picciotti, eliminate tutte le scene in cui agiscono minacciosamente, sono chiamati "dipendenti" o "soci in affari".
Tutto questo ha comportato l'eliminazione di intere sequenze ove venivano perpetrati atteggiamenti violenti o minacciosi da parte dei personaggi (compreso un attentato che poteva costare la vita ad Andrea) e il taglio di tutti i fotogrammi in cui compariva la carta geografica della Sicilia. A causa di ciò l'episodio 28 ("Rapsodia siciliana") non è stato trasmesso, anche se alcune sue sequenze sono state incorporate in quello precedente formandone la seconda parte.
L'opera censoria non è stata però completa: un riferimento alla Sicilia è infatti sfuggito, visto che un personaggio all'inizio dell'episodio 28 (la seconda parte dell'episodio 27 in Italia) fa un preciso riferimento alla periferia di Palermo, svelando implicitamente il nome dell'"isola". Inoltre Il vecchio Barbazza, padre di Michael e Jack, nell'episodio 26 si riferisce al capofamiglia rivale definendolo "uomo d'onore", appellativo che si potrebbe anche attribuire ad un appartenente di Cosa nostra, introducendo quindi una chiave di lettura degli avvenimenti che la censura aveva invece tentato di eliminare.

## Errori ed imprecisioni
L'anime è decisamente realistico e nella sua produzione è stata posta molta cura nei particolari (paesaggi, mezzi di trasporto, ecc.) che sono perfettamente verosimili e riconoscibili. Nonostante questo nel corso delle puntate si possono notare parecchie imprecisioni:
- Nell'episodio 20 ("La città dei sassi") e nell'episodio 22 ("Il viaggio continua") Porfi prende un treno che è evidentemente un ETR 300 (Settebello) o un ETR 250 (Arlecchino). Ai tempi in cui è ambientata la storia (fine anni 50 o inizio anni 60 del secolo scorso), tali treni erano il vanto delle ferrovie italiane ed erano utilizzati nella tratta Milano-Roma. Nell'anime il treno sembra invece a carattere locale (si ferma in anonime stazioni con due soli binari) nella tratta Brindisi-Matera.
- In Italia i treni viaggiano sul binario di sinistra, contrariamente al senso di marcia delle automobili. Nell'anime i treni invece "tengono la destra" (si nota soprattutto negli episodi 20 e 22).
- La parola "Brindisi" è scritta correttamente sul biglietto del traghetto che Porfi compra nell'episodio 18 ("Addio Grecia), ma sulla facciata della stazione ferroviaria della città, spicca la scritta "BRINDICI"
- Altra scritta sbagliata è l'insegna "PIZZELIA" accanto all'albergo in cui Porfi alloggia quando arriva a Roma nell'episodio 29 ("La lettera di Zaimis") e che viene inquadrata più volte oppure l'insegna "PIZZARIA" del locale in cui Mina ed Isabella cenano nell'episodio 31 ("Un'accusa ingiusta").
- Il problema linguistico non viene affrontato. Porfi è in grado di comprendere e parlare perfettamente l'italiano, di leggerlo (la lettera di Alessia nell'episodio 7) e di scriverlo correttamente (il messaggio che lascia a Rebecca nell'episodio 24, dove dimostra oltre la conoscenza della lingua, anche la sua capacità di utilizzare i caratteri latini "a mano libera"). Inoltre a Parigi a quanto pare parla un francese così corretto da non riuscire a convincere il padrone di un ristorante greco di essere anch'egli un emigrante suo compatriota. Questa cosa, anche se è possibile, è molto improbabile per un ragazzo degli anni 50, non particolarmente studioso che ha vissuto per tutti i suoi tredici anni in un piccolo villaggio greco.
- All'inizio dell'episodio 25 ("Piccole, grandi amicizie") nella bacheca del Comune in cui risiede temporaneamente Porfi (il luogo è imprecisato, ma è una cittadina del Sud Italia), tra i vari annunci spicca il manifesto con le informazioni sul pagamento dell'I.C.I. del Comune di Milano, con tariffe espresse in Euro, riferimenti a regolamenti del 2007 e rinvio al sito Internet www.comune.milano.it per ulteriori informazioni. Il manifesto, palese anacronismo visti gli anni in cui è ambientata la storia, è firmato dalla Direttrice di Settore Pamela Mondino, che nella realtà ha ricoperto proprio quel ruolo presso il Comune di Milano[4] negli anni in cui è stato prodotto l'anime.